# روبرتسهوفن
روبرتسهوفن هي بلدية في ألمانيا، تقع في Ostalbkreis ‏، وSchwäbischer Wald GVV ‏، بلغ عدد سكانها 1,138  نسمة وذلك حسب إحصائيات سنة 1961، تبلغ مساحتها 17.16 كم²، رمزها البريدي هو 73577.